# 拉韦略
拉韦略，全名布莱安·马丁·拉韦略·梅里亚（Bryan Martín Rabello Mella），是一名智利足球运动员，目前效力于西班牙拉科鲁尼亚俱乐部。

## 俱乐部生涯

### 科洛科洛
拉韦略出道于智利国内的著名球队科洛科洛。在青年队，拉韦略的才华得到了俱乐部的肯定，2009年10月7日，在年仅15岁时，他便代表科洛科洛一线队出场参赛，对手是洛塔斯维格。

### 塞维利亚
西班牙俱乐部塞维利亚看中了拉韦略，并于2012赛季将其签入队内。在球队的第一个赛季，拉韦略首先代表俱乐部的二线梯队效力，出场27次，进球2个。同年12月3日，拉韦略完成了代表球队一线队的首次出场，他在对巴里亚多利德的比赛中替补登场。
2013-2014赛季，拉韦略租借加盟拉科鲁尼亚，目前已代表球队出场17次，没有进球。

## 国家队生涯
拉韦略曾先后入选智利U17国家队和智利U20国家队，并于2012年4月21日第一次代表成年国家队登场，是役为智利对阵秘鲁。